# Charleston (Nueva York)
Charleston es un pueblo ubicado en el condado de Montgomery en el estado estadounidense de Nueva York. En el año 2000 tenía una población de 1,292 habitantes y una densidad poblacional de 12 personas por km².

## Geografía
Charleston se encuentra ubicado en las coordenadas 42°48′53″N 74°20′38″O / 42.81472, -74.34389.

## Demografía
Según la Oficina del Censo en 2000 los ingresos medios por hogar en la localidad eran de $38,125, y los ingresos medios por familia eran $45,221. Los hombres tenían unos ingresos medios de $35,300 frente a los $21,184 para las mujeres. La renta per cápita para la localidad era de $16,818. Alrededor del 10.1% de la población estaban por debajo del umbral de pobreza.